# Lundby distrikt, Västergötland
Lundby distrikt är ett distrikt i Göteborgs kommun och Västra Götalands län. 
Distriktet ligger i nordvästra Göteborg på Hisingen.

## Tidigare administrativ tillhörighet
Distriktet inrättades 2016 och utgörs av en del av det område som före 1971 utgjorde Göteborgs stad, i en del av det område som före 1906 utgjorde Lundby socken.
Området motsvarar den omfattning Lundby församling hade vid årsskiftet 1999/2000 och som den fick 1961 efter utbrytningar.